# Coleophora artemisiella
Coleophora artemisiella é uma espécie de mariposa do gênero Coleophora pertencente à família Coleophoridae.